# Mediterraneo (EP)
Mediterraneo è il terzo EP del cantautore italiano Jovanotti, pubblicato il 1º aprile 2022 dalla Polydor Records.

## Descrizione
L'EP, composto da dieci tracce (9 inedite e 1 remix), è stato realizzato con la partecipazione del produttore Rick Rubin. Le tracce si inseriscono all'interno di uscite fluide e digitali, che andranno a comporre Il disco del sole. L'artista ha annunciato:

## Tracce
Testi di Lorenzo Cherubini.
1. Mediterraneo (feat. Canzoniere Grecanico Salentino) – 5:28 (musica: Lorenzo Cherubini, Riccardo Onori)
2. Non dimenticar – 3:52 (musica: Lorenzo Cherubini, Riccardo Onori)
3. Tirannosauro rex – 5:01 (musica: Lorenzo Cherubini, Riccardo Onori)
4. Ricordati di vivere – 3:59 (musica: Lorenzo Cherubini, Riccardo Onori)
5. Alla salute (feat. Shantel) – 4:58 (musica: Lorenzo Cherubini, Stefan Hantel, Riccardo Onori)
6. Everest – 3:44 (musica: Lorenzo Cherubini, Riccardo Onori)
7. Corpo a corpo (feat. Enzo Avitabile & I Bottari di Portico) – 4:39 (musica: Lorenzo Cherubini, Enzo Avitabile, Riccardo Onori)
8. Allelu – 4:50 (musica: Lorenzo Cherubini, Riccardo Onori)
9. I love you baby (con Sixpm, New Version) – 3:33 (musica: Lorenzo Cherubini, Andrea Ferrara)
10. Corpo a corpo (mix galvanizzato) (feat. Enzo Avitabile & I Bottari di Portico) – 4:40 (musica: Lorenzo Cherubini, Enzo Avitabile, Riccardo Onori)